# Горњи Луг
Горњи Луг је насељено мјесто у општини Жепче, Босна и Херцеговина.

## Историја
Насеље Горњи Луг је до 2001. године. била у саставу општине Завидовићи.

## Становништво
|             | 2013.        | 1991.         | 1981.         | 1971.         |
| Укупно      | 613 (100,0%) | 509 (100,0%)  | 534 (100,0%)  | 275 (100,0%)  |
| Хрвати      | 329 (53,67%) | 230 (45,19%)  | 244 (45,69%)  | –             |
| Бошњаци     | 284 (46,33%) | 269 (52,85%)1 | 281 (52,62%)1 | 214 (77,82%)1 |
| Југословени | –            | 10 (1,965%)   | 4 (0,749%)    | –             |
| Срби        | –            | –             | 4 (0,749%)    | 58 (21,09%)   |
| Остали      | –            | –             | 1 (0,187%)    | 3 (1,091%)    |

1. 1 На пописима од 1971. до 1991. Бошњаци су пописивани углавном као Муслимани.